# Naturalisme (teater)
 For alternative betydninger, se Naturalisme. (Se også artikler, som begynder med Naturalisme)
Naturalismen som bevægelse inden for teatret (naturalistisk drama) betød, at alt skulle være så virkelighedstro som muligt, at plottet typisk var baseret på hverdagsproblemer, og at skuespillerne måtte bruge lang tid på at analysere rollen for at leve sig ind i den, i stedet for at improvisere.

## Naturalismens teater
Kort fortalt var naturalismens teater noget helt andet end f.eks. commedia dell'arte. Skuespillerne kunne ikke bare tage en maske på og lade som om de var af det modsatte køn. Alt skulle se ud så realistisk som muligt, så derfor måtte man heller ikke skabe rum med sin krop. Plottet var typisk baseret på hverdagsproblemer. I modsætning til commedia dell'arte var der et færdiglavet manuskript med roller og faste replikker som skuespillerne brugte lang tid på at analysere og leve sig ind i frem for at improvisere.

## Scenografi
Forestillingerne foregik i en kukkassescene. Typisk var den formet som en stue på en måde så alle konflikterne kunne foregå der. Den fjerde væg i stuen var således vendt mod publikummet. Da det skulle være et illusionsteater, havde skuespillerne ingen direkte kontakt til publikum. Det medførte at skuespillerne i nogen situationer var nødt til at vende ryggen til publikum. Replikkerne var også meget mundrette og dagligdags og på den måde karakteriserede personerne efter f.eks. alder, stand eller rang eller egnsmæssig herkomst. Der var samtidig også "undertekster" som beskrev det der egentlig mentes. Undertekster blev udtrykt via gestik, mimik eller intonation og kunne være i overensstemmelse med – eller i modsætning til replikken. Modsætningen skabte spænding.

## Skuespillerteknikker
Skuespillerne gjorde brug af indre og ydre teknik:
- Den ydre teknik dækker over de såkaldte fysiske handlinger såsom bevægelser, stemmeføring, tempo/rytme og afspænding. De fysiske handlinger var dagligdagshandlinger som f.eks. at gøre rent eller at pakke en kuffert.
- I den indre teknik gjaldt det om at indleve sig i rollen. Det oplevede man for eksempel i "det magiske hvis", hvor skuespilleren skulle tænke på, hvad han selv ville gøre i situationen. Miljøet var de givne omstændigheder. Motivering var hensigten med ens handlinger, og stemningsændring kunne igangsættes ved nogle erindringer, der var relateret til rollen, eller ved noget rollepersonen havde læst sig frem til, eller det kunne ske ved at rollepersonen havde overværet noget, der var sket for andre.